# ハタダ
株式会社ハタダ（英文社名：Hatada Co.,Ltd. ）は、愛媛県新居浜市に本社を置く製菓企業。
1933年（昭和8年）4月創業。商号は創業者の名字から命名された。愛媛県内を中心に四国一円および中国地方（岡山県・広島県）に直営店とフランチャイズ契約店を展開する。
愛媛県を代表する土産菓子であるタルトとして「ハタダ栗タルト」や「御栗タルト」、徳島県原産のさつまいもである鳴門金時を使用した「鳴門金時ポテト」などの郷土菓子だけでなく、ケーキやシュークリームなどの洋菓子も主力商品である。
また、松山市勝山町交差点にある看板広告の付属電光掲示板に「俳句甲子園」や「まつやま俳句ポスト365」で選ばれた俳句を掲示することでも知られる。

## 沿革

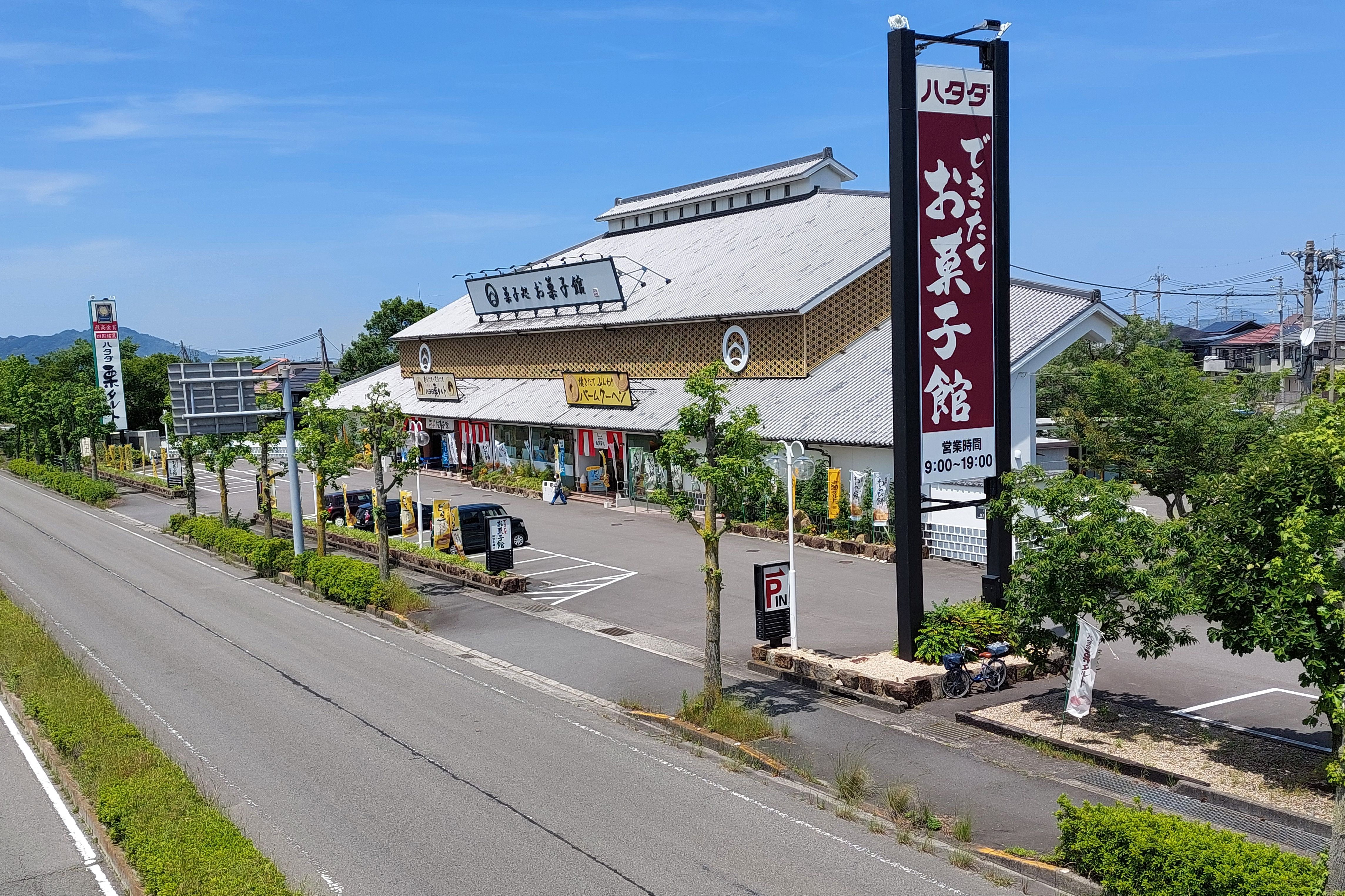
できたてお菓子館（東温市牛渕）

- 1933年（昭和8年）4月 - 創業者・畑田康一が、愛媛県新居郡角野町枯松にて菓子舗畑田「大正堂」を開店。
- 1952年（昭和27年）- 創業者・畑田康一が、別子銅山にちなむ郷土菓子「別子銅山菓 かなみ」を発売。
- 1962年（昭和37年）8月1日 - 有限会社畑田本舗として会社設立。
- 1975年（昭和50年）3月 - 「ハタダ栗タルト」を発売。
- 1983年（昭和58年）8月1日 - 株式会社ハタダに組織変更。
- 1989年（平成元年）11月11日 - 四国最大級の菓子店となる「愛媛菓子処お菓子館」を開店。
- 1996年（平成8年）4月 - 「御栗タルト」を発売。
- 2003年（平成15年）7月	- 喫茶・菓子工房併設1号店となる「アルドールはただ重信店」を開店、喫茶店経営に進出。
- 2024年（令和6年）
  - 3月24日 - イオンスタイル今治新都市店を閉店。
  - 9月30日 - 樽味店（松山市樽味2丁目）を閉店。
  - 12月31日 - ほない店（八幡浜市保内町喜木「ショッピングセンターほない」内）を閉店。

## 主力商品
- タルト
  - ハタダ栗タルト
  - 御栗タルト

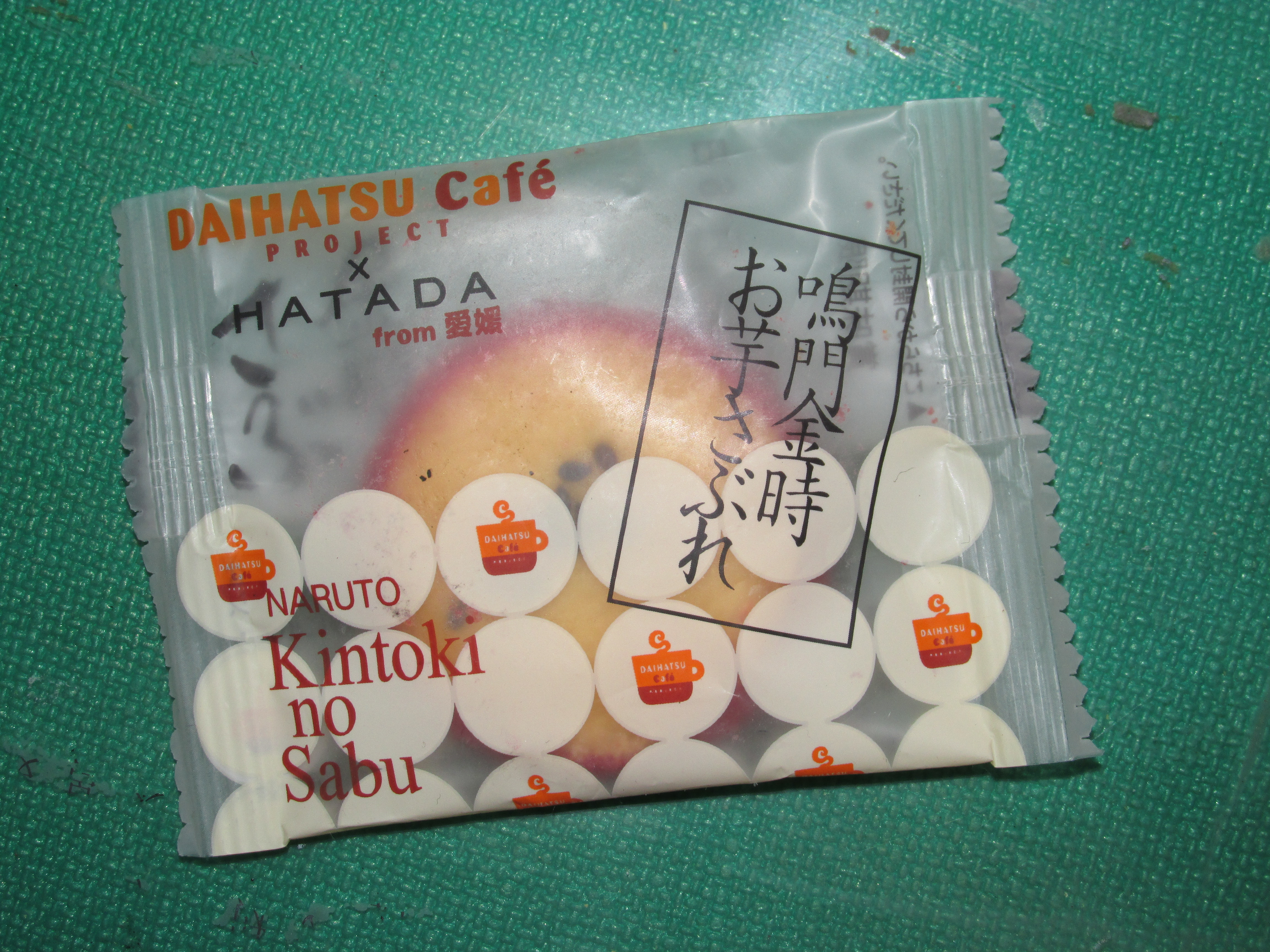
鳴門金時のさぶ
ダイハツ・カフェプロジェクトVer.

- 別子銅山菓 かなみ - 創業者が別子銅山の鉱石精錬過程で生じる「からみ」にちなみ作った菓子
- 鳴門金時ポテト - 鳴門金時を使用したスイートポテト
- 金時のさぶ - 鳴門金時を使用したサブレー
- 深山栗ひろい
- 媛の月
- 瀬戸の月
- どら一（塩バタークリームと小豆餡入りどら焼）[1][2]
- 洋菓子
  - ケーキ、シュークリームなど

過去の主力商品
- 福もち - 過去には伊予福、讃岐福と称して販売された。